# Osiedle Konstytucji 3 Maja (Kościan)
Osiedle Konstytucji 3 Maja – osiedle położone w północno-wschodniej części Kościana, zajmuje obszar na zachód od linii kolejowej linii kolejowej Poznań - Wrocław.
Osiedle jest zabudowane blokami wielorodzinnymi, starsza część to bloki zbudowane w technologii z wielkiej płyty (część południowa), część północna nadal się rozbudowuje. Przy ulicy Czempińskiej 2 znajduje się zabytkowa wieża ciśnień.